# Disney Sports Football
Disney Sports Football är ett sportdatorspel som släpptes 2002 av Konami till Gamecube.

## Spelupplägg
Spelet innehåller Disneyfigurer, inklusive Musse Pigg, Mimmi Pigg, Kalle Anka och Janne Långben som spelar amerikansk fotboll. Spelare väljer ett lag att spela i utmaning, cup, uppvisningsmatch eller övning mot ett antal motståndarlag. Spelaren har ett urval av magiska saker för att hjälpa sitt lag.